# Réde
Réde é um município da Hungria, situado no condado de Komárom-Esztergom. Tem 45,88 km² de área e sua população em 2015 foi estimada em 1.356 habitantes.